# Lista över vulkaner i Colombia
Detta är en lista över vulkaner i Colombia.

Större vulkaner i Colombia

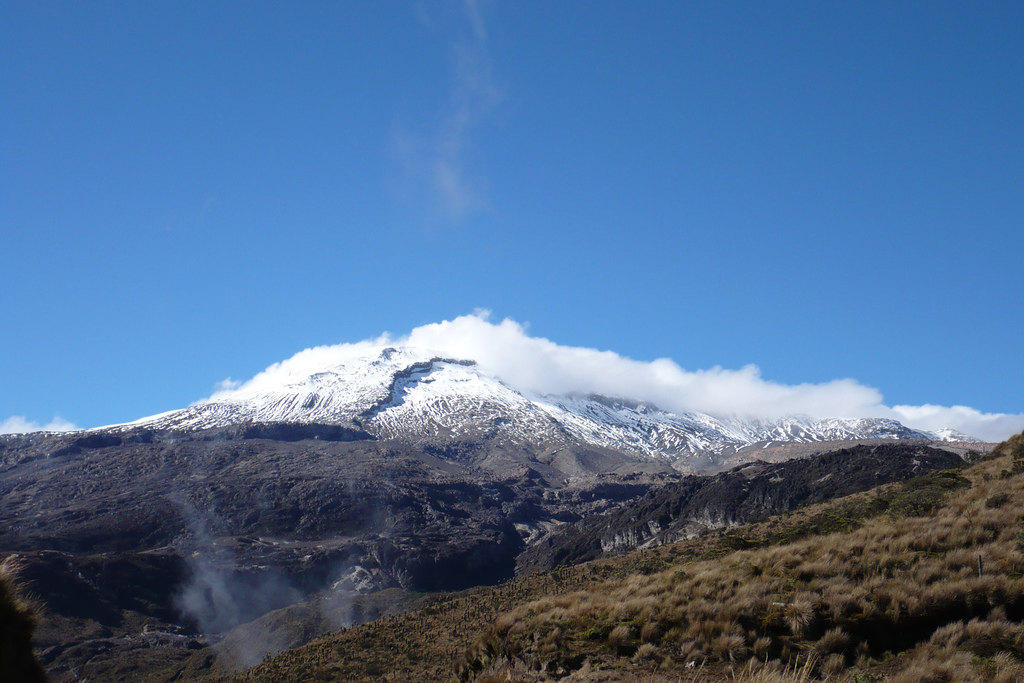
Nevado del Ruiz

| Namn                     | Höjd (m ö.h.) | Läge                                      | Senaste utbrott     |
| ------------------------ | ------------- | ----------------------------------------- | ------------------- |
| Azufral                  | 4070          | 1°05′N 77°41′V / 1.08°N 77.68°V           | 930? f.Kr.          |
| Cerro Bravo              | 4000          | 5°05′31″N 75°18′00″V / 5.092°N 75.30°V    | 1720 ± 150 år       |
| Cerro Machín             | 2650          | 4°29′N 75°24′V / 4.48°N 75.40°V           | 1180 ± 150 år       |
| Cerro Negro de Mayasquer | 4445          | 0°59′N 77°53′V / 0.98°N 77.88°V           | 1936                |
| Cumbal                   | 4764          | 0°49′N 77°58′V / 0.82°N 77.96°V           | 1926                |
| Dona Juana               | 4150          | 1°28′N 76°55′V / 1.47°N 76.92°V           | 1906                |
| Galeras                  | 4276          | 1°13′0″N 77°22′0″V / 1.21667°N 77.36667°V | 2008                |
| Nevado del Huila         | 5365          | 2°55′N 76°03′V / 2.92°N 76.05°V           | 2008                |
| Nevado del Tolima        | 5200          | 4°40′N 75°20′V / 4.67°N 75.33°V           | 1943                |
| Nevado del Ruiz          | 5321          | 4°53′N 75°22′V / 4.883°N 75.367°V         | 1991                |
| Petacas                  | 4054          | 1°34′N 76°47′V / 1.57°N 76.78°V           | 5950 f.Kr. ± 500 år |
| Purace                   | 4650          | 2°19′N 76°24′V / 2.32°N 76.40°V           | 1977                |
| Romeral                  | 3858          | 5°12′22″N 75°21′50″V / 5.206°N 75.364°V   | 5950 f.Kr. ± 500 år |
| Santa Isabel             | 4950          | 4°49′N 75°22′V / 4.82°N 75.37°V           | 2800 f.Kr. ± 100 år |
| Sotará                   | 4400          | 2°07′N 76°35′V / 2.12°N 76.58°V           | Okänt               |